# Pielaveden Sampo 2017-2018
Questa voce raccoglie le informazioni riguardanti il Pielaveden Sampo nelle competizioni ufficiali della stagione 2017-2018.

## Organigramma societario
Area direttiva
- Presidente: Timo Perälä

Area tecnica
- Allenatore: Timo Tolvanen
- Allenatore in seconda: Pekka Seppänen
- Scoutman: Sergei Ivanov

## Rosa
| N° | Nome              | Ruolo | Data di nascita  | Nazionalità sportiva |
| -- | ----------------- | ----- | ---------------- | -------------------- |
| 3  | Timo Leikas       | O     | 5 luglio 1985    | Finlandia            |
| 4  | Aleksi Kössi      | P     | 18 maggio 1994   | Finlandia            |
| 5  | Petteri Penttinen | P     | 21 agosto 1985   | Finlandia            |
| 6  | Panu Pitkänen     | C     | 10 ottobre 1994  | Finlandia            |
| 7  | Eetu Häyrinen     | O     | 26 aprile 1992   | Finlandia            |
| 8  | Mikko Väliaho     | C     | 21 aprile 1990   | Finlandia            |
| 9  | Fedor Ivanov      | P     | 1º dicembre 2000 | Finlandia            |
| 10 | Ville Heiskanen   | S     | 7 maggio 1985    | Finlandia            |
| 11 | Andrus Raadik     | S     | 19 ottobre 1986  | Estonia              |
| 14 | Aleksi Mutka      | L     | 23 marzo 1995    | Finlandia            |
| 15 | Aleksi Kaatrasalo | C     | 24 maggio 1990   | Finlandia            |
| 17 | Enderwin Herrera  | S     | 31 maggio 1983   | Venezuela            |
| 18 | Kasper Pennanen   | S     | 30 ottobre 1996  | Finlandia            |

## Statistiche

### Statistiche dei giocatori
| Giocatore     | L. Mestaruusliiga | L. Mestaruusliiga | L. Mestaruusliiga | L. Mestaruusliiga | L. Mestaruusliiga | Coppa di Finlandia | Coppa di Finlandia | Coppa di Finlandia | Coppa di Finlandia | Coppa di Finlandia | Totale | Totale | Totale | Totale | Totale |
| Giocatore     | P                 | PT                | AV                | MV                | BV                | P                  | PT                 | AV                 | MV                 | BV                 | P      | PT     | AV     | MV     | BV     |
| ------------- | ----------------- | ----------------- | ----------------- | ----------------- | ----------------- | ------------------ | ------------------ | ------------------ | ------------------ | ------------------ | ------ | ------ | ------ | ------ | ------ |
| E. Häyrinen   | 41                | 557               | 462               | 56                | 39                | 3                  | 43                 | 35                 | 3                  | 5                  | 44     | 600    | 497    | 59     | 44     |
| V. Heiskanen  | 27                | 150               | 110               | 33                | 7                 | 3                  | 21                 | 15                 | 4                  | 2                  | 30     | 171    | 125    | 37     | 9      |
| E. Herrera    | 28                | 297               | 266               | 17                | 14                | 3                  | 25                 | 20                 | 3                  | 2                  | 31     | 322    | 286    | 20     | 16     |
| F. Ivanov     | 2                 | 0                 | 0                 | 0                 | 0                 | -                  | -                  | -                  | -                  | -                  | 2      | 0      | 0      | 0      | 0      |
| A. Kaatrasalo | 40                | 347               | 235               | 84                | 28                | 3                  | 22                 | 18                 | 3                  | 1                  | 43     | 369    | 253    | 87     | 29     |
| A. Kössi      | 35                | 6                 | 0                 | 2                 | 4                 | 4                  | 1                  | 0                  | 0                  | 1                  | 39     | 7      | 0      | 2      | 5      |
| T. Leikas     | 35                | 326               | 265               | 30                | 31                | 4                  | 45                 | 32                 | 7                  | 6                  | 39     | 371    | 297    | 37     | 37     |
| A. Mutka      | 41                | 0                 | 0                 | 0                 | 0                 | 4                  | 0                  | 0                  | 0                  | 0                  | 45     | 0      | 0      | 0      | 0      |
| K. Pennanen   | 32                | 9                 | 0                 | 0                 | 9                 | 4                  | 5                  | 5                  | 0                  | 0                  | 36     | 14     | 5      | 0      | 9      |
| P. Penttinen  | 39                | 83                | 15                | 43                | 25                | 3                  | 9                  | 2                  | 2                  | 5                  | 42     | 92     | 17     | 45     | 30     |
| P. Pitkänen   | 8                 | 21                | 11                | 9                 | 1                 | 2                  | 6                  | 5                  | 1                  | 0                  | 10     | 27     | 16     | 10     | 1      |
| A. Raadik     | 39                | 709               | 621               | 52                | 36                | 3                  | 44                 | 41                 | 3                  | 0                  | 42     | 753    | 662    | 55     | 36     |
| M. Väliaho    | 40                | 302               | 142               | 92                | 68                | 4                  | 30                 | 18                 | 8                  | 4                  | 44     | 332    | 160    | 100    | 72     |

P = presenze; PT = punti totali; AV = attacchi vincenti; MV = muri vincenti; BV = battute vincenti